# Liste des commanderies templières au Luxembourg
Pour un article plus général, voir Liste des commanderies templières.
Cette liste recense les commanderies et maisons de l'Ordre du Temple qui ont existé au Luxembourg.

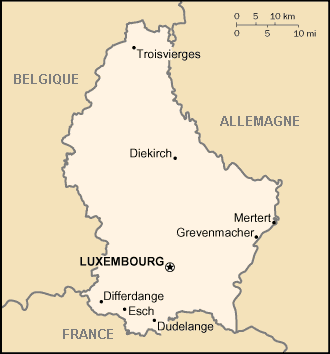
Grand-Duché de Luxembourg

## Faits marquants et Histoire
Au XIIIe siècle, le comté de Luxembourg s'étendait également sur la Belgique (province de Luxembourg). Ces biens de l'ordre faisaient tous partie de la province templière de France et la seule commanderie majeure (baillie) connue était celle de Roth-sur-Our qui se trouve aujourd'hui en Rhénanie-Palatinat. Du point de vue ecclésiastique, il s'agissait de l'archidiocèse de Trèves.
À la suite de l'arrestation des templiers initiée par Philippe le bel, une enquête fut menée par Baudouin de Luxembourg, archevêque de Trèves et concernait la ville, le diocèse et la province de Trèves. Dix-sept témoins furent entendus dont trois membres de l'ordre parmi lesquels Friedrich von Alvensleben (de), le maître de la province d'Allemagne. Les templiers furent déclarés innocents.

## Commanderies et maisons du Temple
| Commanderie / Maisons | Ville actuelle (ou à proximité) | Observations                                                                                                 |
| --------------------- | ------------------------------- | --- |
| Eschette              | Eschette                        | Maison du Temple Donation du comte de Vianden aux templiers de Roth. Peut-être le « Schorelserschlass » (lb) |
| Gilsdorf              | Gilsdorf                        | Maison du Temple Dépendance de la baillie de Roth, ferme                                                     |
| Luxembourg            | Luxembourg                      | Maison Trois frères du Temple arrêtés en 1308, [à vérifier] Dévolue à l'ordre Teutonique                     |
| Vianden               | Vianden                         | Commanderie en 1261 mais maison du Temple dépendante de Roth auparavant.                                     |

| Localisation au Luxembourg (Liens vers les articles correspondants)                            |
| ---------------------------------------------------------------------------------------------- |
| \| Eschette Vichten Gilsdorf Luxembourg Vianden Wallonie Lorraine Rhénanie-Palatinat Trèves \| |
| Eschette Vichten Gilsdorf Luxembourg Vianden Wallonie Lorraine Rhénanie-Palatinat Trèves       |

### Autres biens
- Une grange dîmière à Vichten appartenant à la maison du Temple d'Eschette[4].

### Possessions douteuses ou à vérifier
- La maison du Temple de Moersdorf/Metzdorf mais il n'y a pas de sources primaires permettant d'étayer cette assertion[8]. Même problème pour Mompach à proximité et sa « Tempelhaus »[9].
- Le « Tempelhof » à Hautcharage. Vraisemblable mais sans preuve formelles d'après Mersch & Koltz. Bien qui dépendait de la baillie de Roth avec un « Érémitage » (Hospice), une ferme, une chapelle et son propre cimetière[10], ce qui en ferait au moins une maison du Temple peut-être avec le rang de commanderie compte tenu de la chapelle qui aurait permis d'accueillir une communauté de frères de l'ordre. Hosten et Dailliez sont plus formels, parlant d'une donation en 1278 par Pierre de Bascharage, confirmée par son fils en 1281 d'un oratoire avec la dîme, le patronage et le droit de sépulture sur ce lieu[11],[7].
- Le « Tempelklouschter » à Mertert, plausible mais également sans preuves historiques[12].

## Sources